# Borysowszczyzna (sielsowiet Chocieńczyce)
Borysowszczyzna (biał. Барысаўшчына; ros. Борисовщина) – wieś na Białorusi, w obwodzie mińskim, w rejonie wilejskim, w sielsowiecie Chocieńczyce.
Dawniej dwie wsie o tej samej nazwie, sąsiadujące ze sobą, wchodzące w skład dwóch gmin.

## Historia
W czasach zaborów wieś w powiecie wilejskim, w guberni wileńskiej Imperium Rosyjskiego. Pod koniec XIX wieku miała 13 dusz rewizyjnych, w części należącej do dóbr Bobrówka i 22 dusze rewizyjne w części należącej do Jurcewiczów.
W latach 1921–1945 wieś a następnie zaścianek leżał w Polsce, w województwie wileńskim, w powiecie wilejskim, w gminie Ilia.
Według Powszechnego Spisu Ludności z 1921 roku zamieszkiwało tu 85 osób, 84 były wyznania prawosławnego a 1 ewangelickiego. Jednocześnie 84 mieszkańców zadeklarowało białoruską a 1 czeską przynależność narodową. Było tu 14 budynków mieszkalnych. W 1931 w 19 domach zamieszkiwało 99 osób.
Wierni należeli do parafii rzymskokatolickiej i prawosławnej w Ilji. Miejscowość podlegała pod Sąd Grodzki w Ilii i Okręgowy w Wilnie; właściwy urząd pocztowy mieścił się w Ilii.
W wyniku napaści ZSRR na Polskę we wrześniu 1939 miejscowość znalazła się pod okupacją sowiecką. 2 listopada została włączona do Białoruskiej SRR. Od czerwca 1941 roku pod okupacją niemiecką. W 1944 miejscowość została ponownie zajęta przez wojska sowieckie i włączona do Białoruskiej SRR.
Od 1991 w składzie niepodległej Białorusi.